# Eduard von Schönburg-Hartenstein

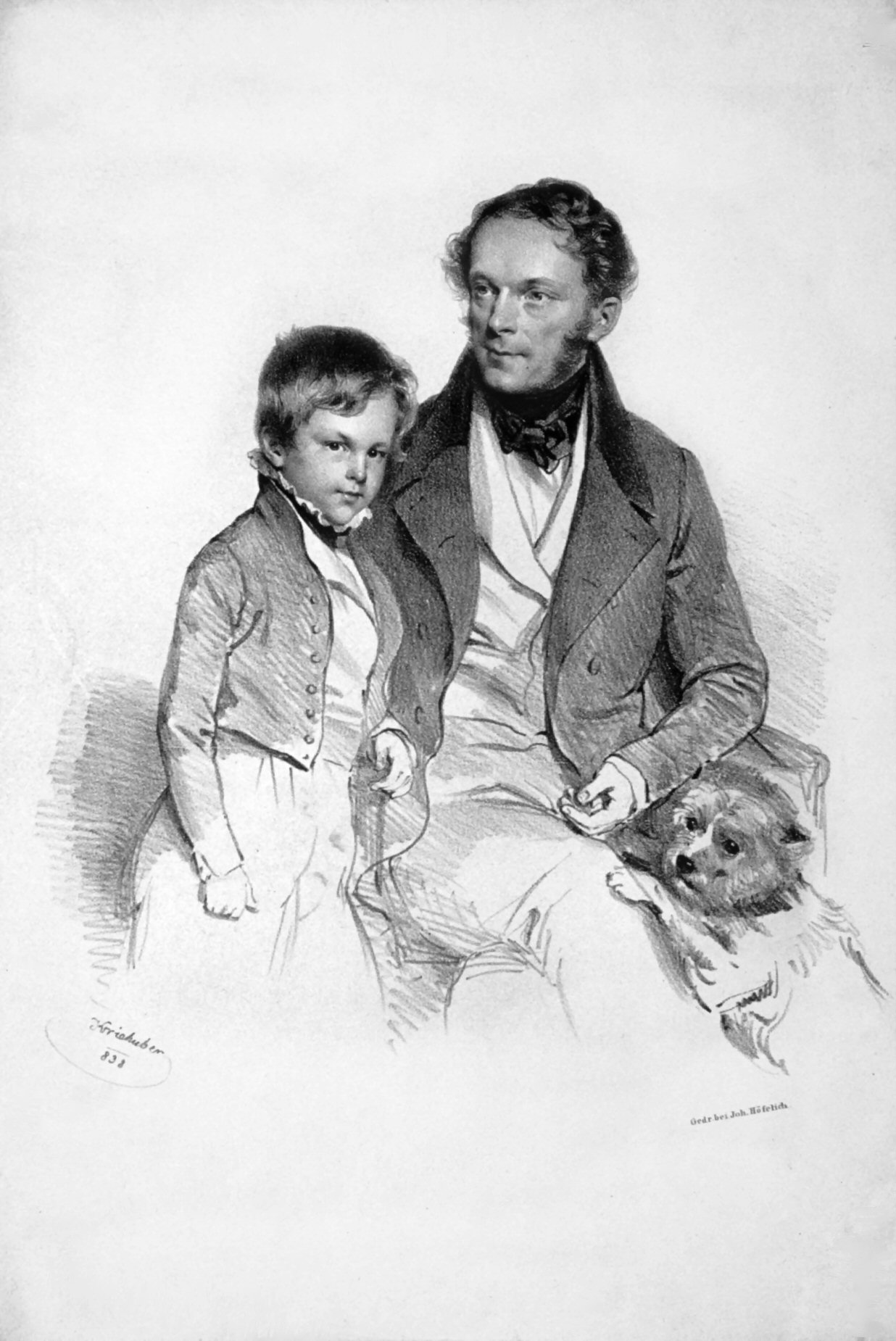
Heinrich Eduard Schönburg-Hartenstein mit Sohn (1838)

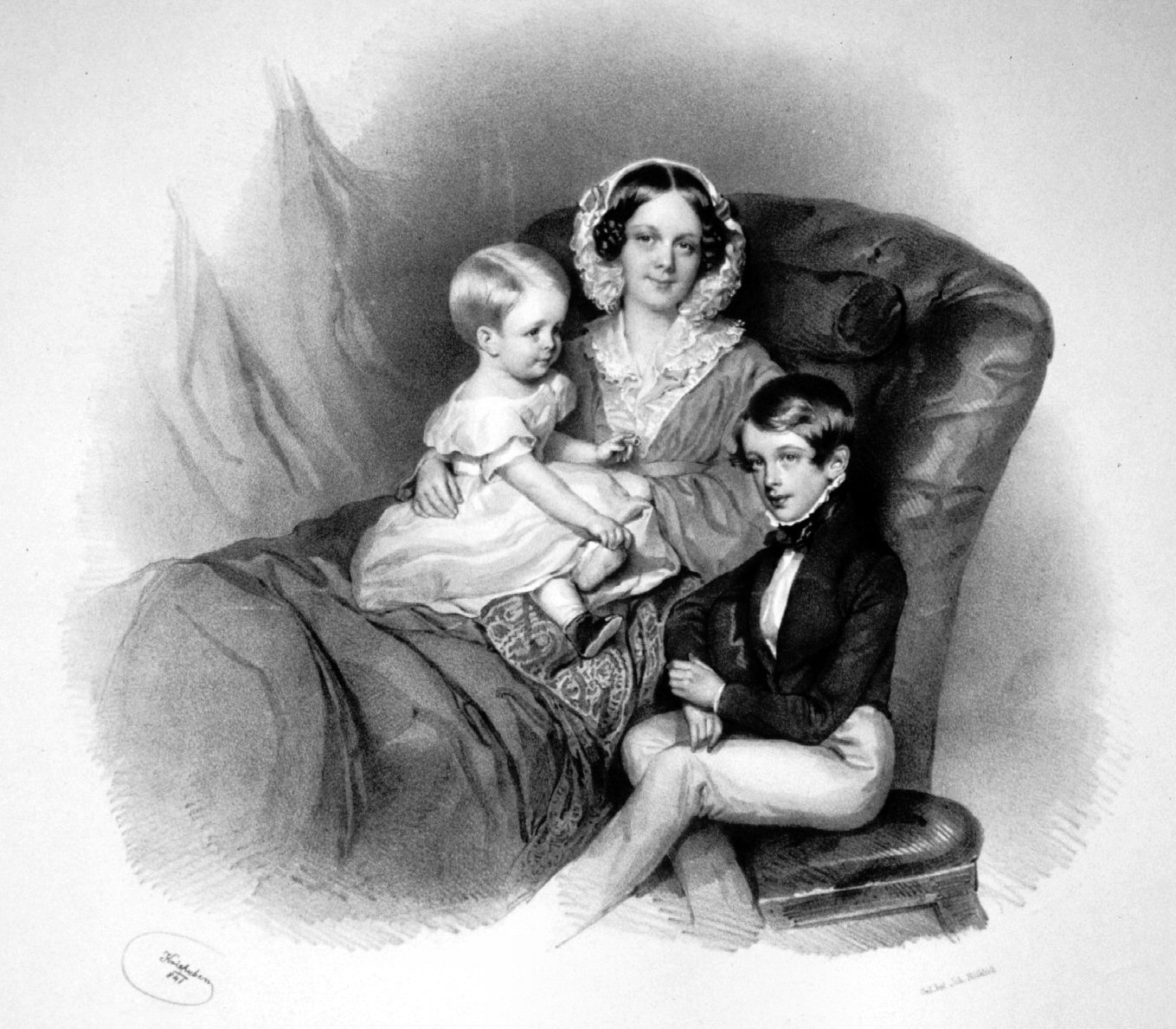
Aloysia von Schönburg-Hartenstein mit den zwei Söhnen

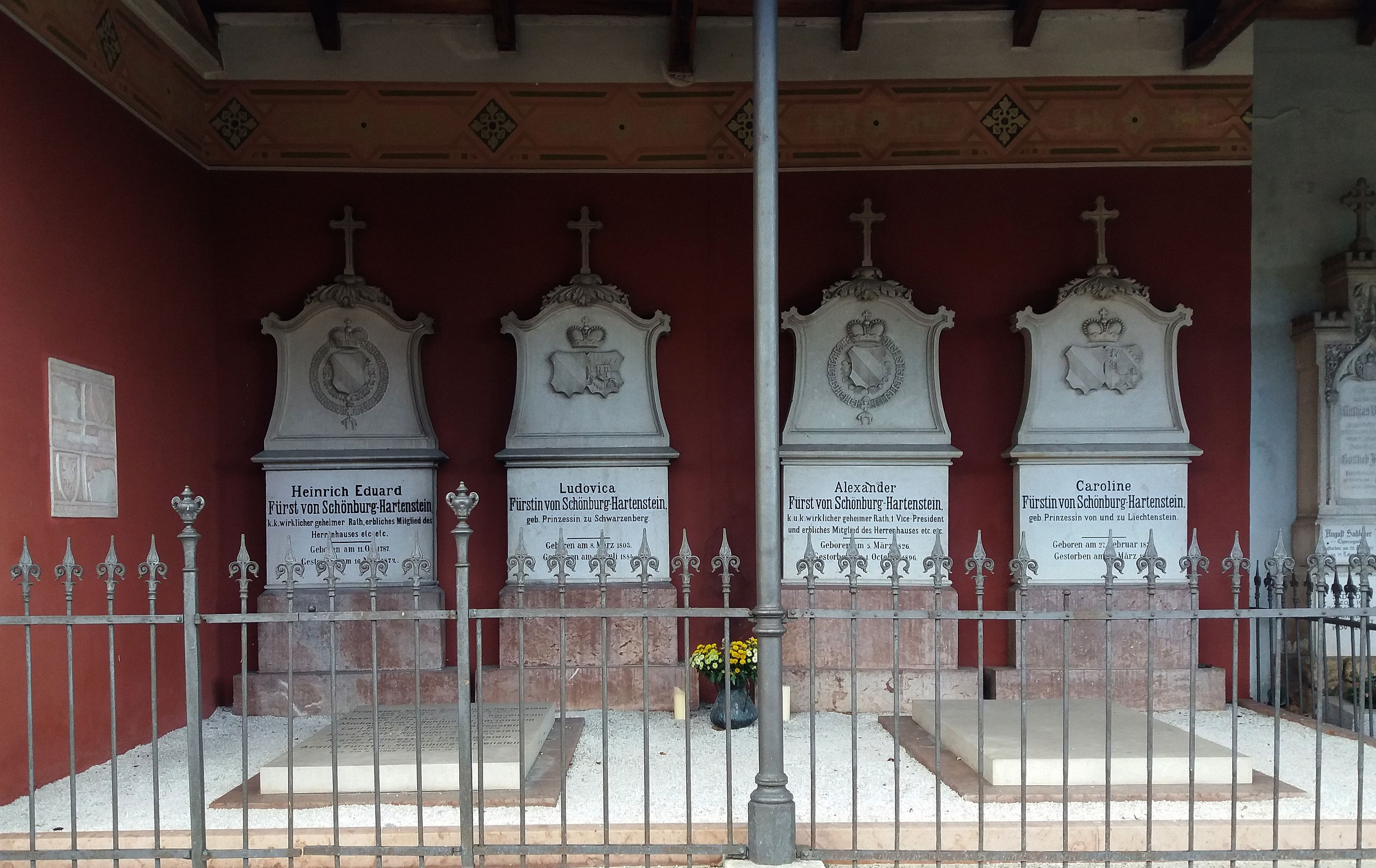
Friedhof Bad Ischl: Gräber der Familie Schönburg-Hartenstein, wo u. a. die Fürsten Heinrich Eduard (1787–1872), Alexander (1826–1896) und Alexander (1888–1956) bestattet sind.

Fürst Heinrich Eduard von Schönburg-Hartenstein (* 11. Oktober 1787 in Waldenburg; † 16. November 1872 in Wien) war Mitglied des Herrenhauses und Begründer der Linie Schönburg-Hartenstein.

## Leben
Seine Eltern waren der Fürst Otto Carl Friedrich von Schönburg-Waldenburg (1758–1800) und dessen Ehefrau die Gräfin Henriette Reuß zu Köstritz (1755–1829). Der Fürst Otto Victor (1785–1859) war sein Bruder.
Er erhielt am 2. April 1811 das Böhmische Inkolat, durch den Kauf von mehreren Herrschaften in Böhmen und Mähren stieg er zum österreichischen Großgrundbesitzer auf. Er war Besitzer der Herrschaften Czernowicz, Rothenlhotta, Hojowitz und Budislaw. 
Von 1825 bis 1837 war er österreichischer Gesandter am Hof in Stuttgart.
Im Jahr 1835 wurde er zum k. k. wirklichen Geheimen Rat ernannt und am 18. April 1861 zum erblichen Mitglied des Herrenhauses des österreichischen Reichsrats. Im Jahr 1865 erhielt der Fürst den Orden vom Goldenen Vließ. Im März 1867 wählten die verfassungstreuen Großgrundbesitzer Böhmens den bereits 80-jährigen Fürsten in den böhmischen Landtag.
Er heiratete am 18. Juni 1821 die Prinzessin Pauline von Schwarzenberg (* 20. März 1798; † 18. Juni 1821) und nach dem Tod seiner ersten Frau heiratete er am 20. Oktober 1823 deren Schwester die Prinzessin Aloysia von Schwarzenberg (* 8. März 1803; † 24. Juli 1884), Tochter des Fürsten Joseph II. von Schwarzenberg. Sein Sohn war Alexander von Schönburg-Hartenstein, ein weiterer Sohn Peter Heinrich (* 26. Mai 1828; † 31. Januar 1846) starb jung.
Eduard von Schönburg-Hartenstein ist bestattet auf dem Friedhof Bad Ischl.